# 무기와라 신타로
무기와라 신타로(일본어: むぎわらしんたろう, 1968년~)는 도쿄도 출신의 만화가. 본명·구 펜네임은 하기와라 신이치(일본어: 萩原 伸一).

## 인물 · 경력
전문 학교 재학중인 1987년, "가을 바람의 선물"이 제14회 '쇼가쿠칸 신인 코믹 대상 아동 부문 후지코 후지오상' 가작에 입상. 1988년에 전문 학교를 퇴학하고 후지코 프로에 입사. 그 후 1993년부터 후지코 F. 후지오의 치프 어시스턴트가 된다. 『대장편 도라에몽』「도라에몽 노비타의 태엽도시 모험기」의 연재판 제3회에서 후지코 F. 후지오의 유지를 이어서 집필. 이후에도 「도라에몽 노비타의 태양왕전설」까지 『대장편 도라에몽』을 집필했다.
2000년에 독립하여 『월간 코로코로 코믹』에서 『도라베이스 도라에몽 초야구외전』 시리즈를 연재하는 것 외에 「노비타와 기적의 섬 ~애니멀 어드벤처~」를 다시 만화판으로 다루는 등 현재도 모든 장면에서 『도라에몽』에 깊이 관여하고 있는 인물이다.

## 주요 작품
특필 이외에는 모두 무기와라 신타로 명의.

### 연재중
- 야구의 별 멧토만 (월간 코로코로 코믹 2015년 9월호~)
- 더 말해! 도라에몽 (아침부터! 도라에몽) (아사히 신문 2014년 4월~, 매월 1회 게재)

★표시는 본작 오리지널의 비밀도구.
| 공개 년월      | 횟수 | 작품명                            | 등장하는 비밀도구            |
| -------------- | ---- | --------------------------------- | ---------------------------- |
| 2014년 4월 6일 | 1    | 리니어 신칸센, 어떤 차량?         | ★리니어 모터카 오일          |
| 5월 4일        | 2    | 도쿄에서 올림픽이 다시 열린다네요 | ★뭐든지 금메달               |
| 6월 1일        | 3    | 드디어! 삭커 W컵이네              | ★W(월드) 컵라멘              |
| 7월 6일        | 4    | 가부키라는 독특한 연극이네        | ★구마도리 마커               |
| 8월 3일        | 5    | 우주 비행, 일본인도 활약하고 있네 | 어디로든 문 우주 캡슐        |
| 9월 7일        | 6    | 宝塚歌劇が100周年なんだね         | ★바타바타 버드               |
| 10월 5일       | 7    | コメの品種、どう違うのかな        | 취미의 일요일 농업 세트      |
| 11월 2일       | 8    | アフリカ大陸、どんなところ?       | 꿈 안경 어디로든 문          |
| 12월 7일       | 9    | 国会議事堂って何するところ?       | ★국회의사 돔                 |
| 2015년 1월 4일 | 10   | いろんなお金があるんだね          | 자동 매입 기계               |
| 2월 1일        | 11   | あかりって進化してきたんだね      | -                            |
| 3월 1일        | 12   | 北海道は酪農が盛んだね            | ★매직 카니 핸드              |
| 4월 5일        | 13   | 世界遺産ってなんだろう            | ★세계 유산 카메라            |
| 5월 3일        | 14   | テニス人気、盛り上がってるね      | 그레이트업 액                |
| 6월 7일        | 15   | 鉄はいちばん身近な金属だね        | ★아이언 드링크               |
| 7월 5일        | 16   | ダイヤって特別な宝石だね          | ★모구로                      |
| 8월 2일        | 17   | 動物園って進歩しているんだね      | 스몰 라이트                  |
| 9월 6일        | 18   | プロ野球、どこが優勝するかな      | ★야구가 잘 되는 헬멧         |
| 10월 4일       | 19   | 手紙はどうやって届くのかな        | 우주 구명 보트               |
| 11월 1일       | 20   | 近くの遺跡、たずねてみよう        | 타임머신 통역 곤약 날씨 박스 |
| 12월 6일       | 21   | 「道の駅」ってどんなところ?       | ★냔코(고양이) 세트           |
| 2016년 1월 3일 | 22   | 京都のお正月、どう過ごすの?       | ★일본 여행 주사위            |
| 2월 7일        | 23   | 深海魚って不思議な姿だね          | -                            |
| 3월 6일        | 24   | 国連って何をするところなの?       | ★국연 벳지                   |
| 4월 3일        | 25   | 台所、ガスや水道なかったの?       | ★리폼 유니폼                 |
| 5월 1일        | 26   | ミドリムシで飛行機が飛ぶ?         | 어디로든 문 ★연료 믹서       |

## 스승
- 후지코 F. 후지오

## 같이 보기
- 일본의 만화가 목록